# Wilhelm Wetlesen

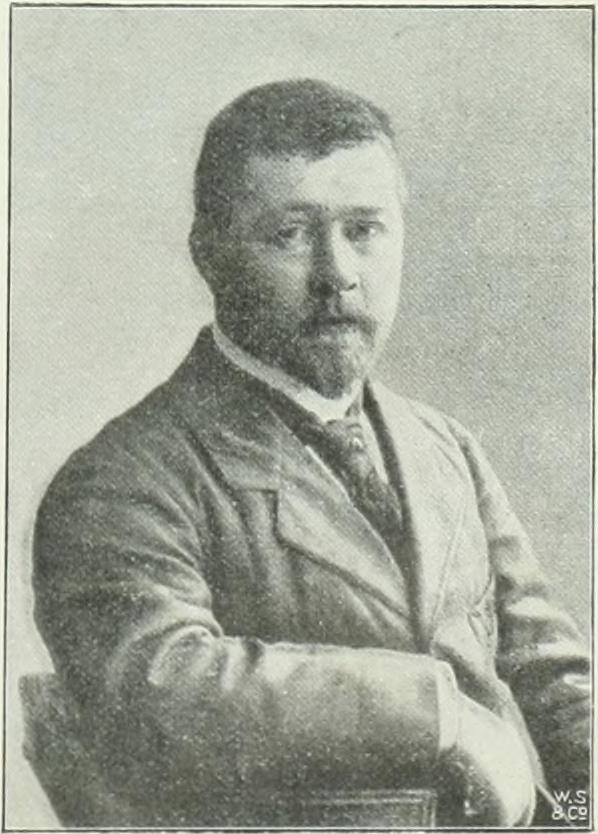
Wilhelm Wetlesen, ca. 1899.

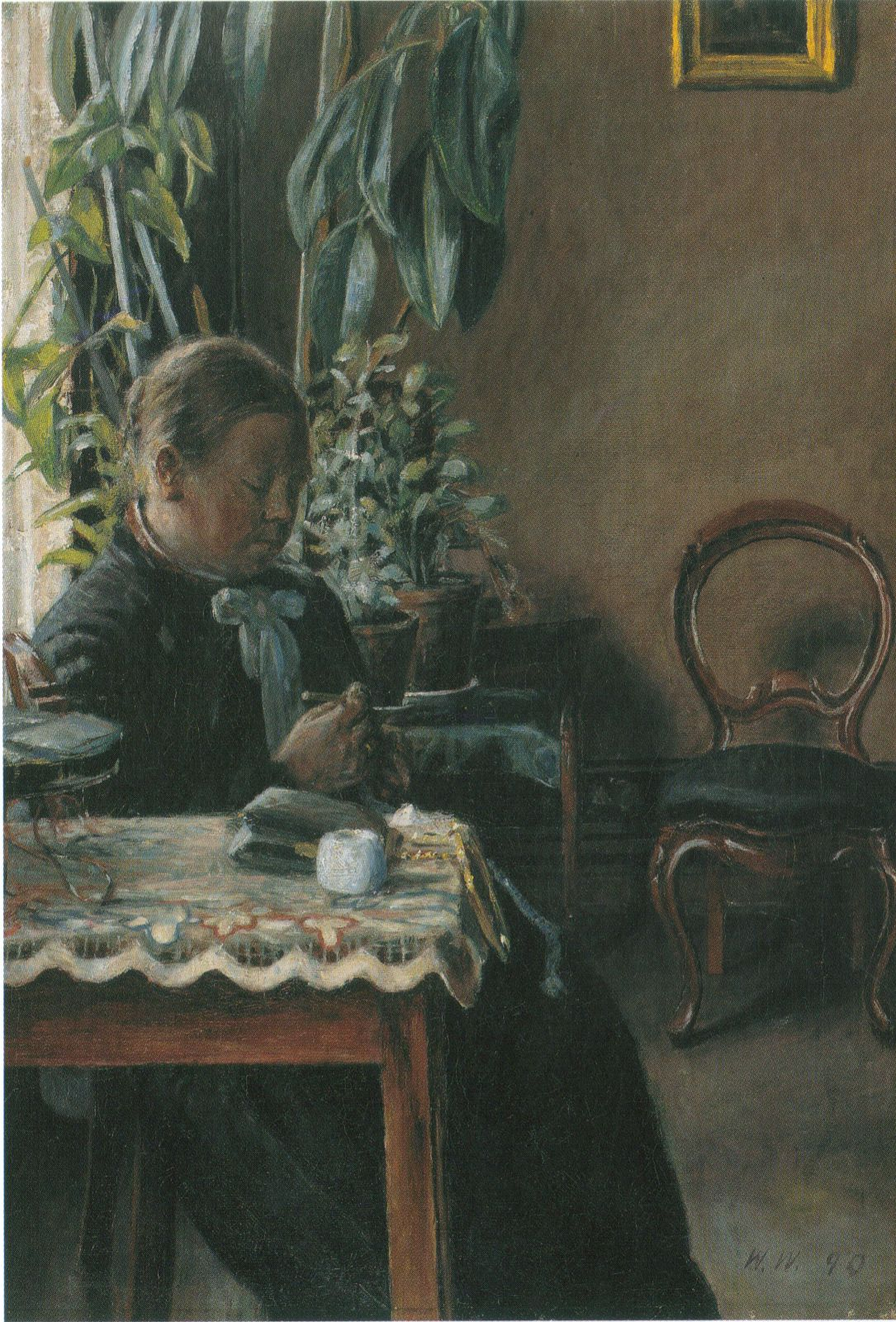
Moder hekler, 1890

Wilhelm Laurits Wetlesen (* 25. November 1871 in Sandefjord; † 15. Juni 1925 in Oslo) war ein norwegischer Maler und Illustrator. Er war Mitglied des Zirkels um den Maler Erik Werenskiold.
Wetlesen studierte in Kristiania und in Kopenhagen, Dänemark. Später studierte er 1889, 1890, 1892 und 1894 an der Kunstschule von Kristian Zahrtmann. Zahrtmann wurde sein Mentor und Freund, beide unternahmen drei Studienreisen nach Italien. Wetlesen reiste mit anderen Malern nach Paris und lebte lange in Florenz und Rom. In dieser Periode malte er hauptsächlich dänisch-inspirierte Interior-Motive und Bilder der Florentinischen Landschaften.
1898 empfahl Erik Werenskiold ihn als Ersatz für Halfdan Egedius, der erkrankt war, bei der Saga Heimskringla von Snorri Sturluson. Wetlesen zeichnete 43 Illustrationen für das Buch, auch wenn es heißt, dass sie die „Saga-Atmosphere“ nicht so gut traf wie die fünf anderen Illustratoren. Nach 1900 malte er in der Telemark, Jæren, Süd-Norwegen und Vestfold norwegische Landschaften.
In frühem Alter litt Wetlesen an einer Herzschwäche, die mit seiner künstlerischen Bescheidenheit und Selbstkritik dazu führte, dass er seinen Ansprüchen nicht gerecht wurde. Sein Mentor Zahrtmann war besorgt über seine berichtete Trägheit. Trotzdem war er kontaktfreudig und das Zentrum seiner Freunde und der norwegischen Kunstszene. 1910 initiierte er die Künstler-Assoziation Kunstnerforbundet und war deren erster Chairman von 1911 bis 1912.